# Porte Roger (Fougères)
La Porte Roger est un ancien ouvrage de défense, aujourd'hui démoli, de l'enceinte urbaine Fougères, dans le département d’Ille-et-Vilaine, en région Bretagne.

## Localisation
Avec les Portes de Rillé, Saint-Léonard et Notre-Dame, la Porte Roger constituait l'un des quatre éléments défensifs majeurs des remparts du XIIIe siècle ceinturant Fougères, permettant plus particulièrement l'accès à la Ville-Haute sur son front Est. Originellement percée au débouché de l'impasse donnant sur l'actuelle place du Théâtre, non loin de l'actuelle Tour Montfromery, la porte fut rebâtie dans la première partie du XVe siècle, plus au sud, donnant son nom à une rue qui, mise en service en 1444, le porte toujours de nos jours, après s'être appelée rue Brutus en 1794, rue Impériale en 1807 puis rue Royale en 1816. La primitive ouverture fut fermée, convertissant en cul-de-sac la voie traditionnelle d'accès au bourg vieil de Fougères qui prit dès lors le nom de Rue Perdue.

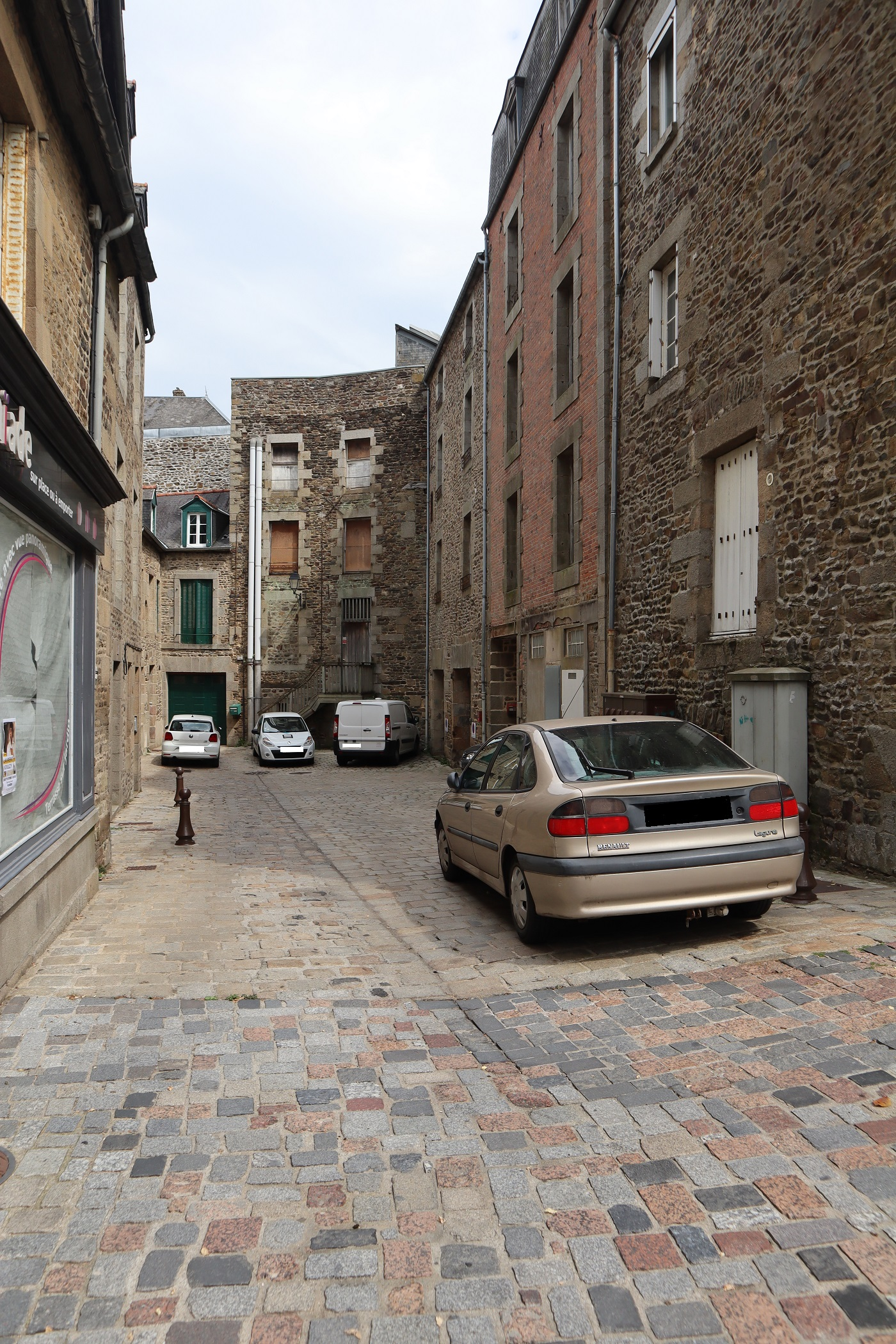
La Rue Perdue.